# 1181년

## 연호
- 남송(南宋) 순희(淳熙) 8년
- 금(金) 대정(大定) 21년
- 일본(日本) 지쇼(治承) 5년 / 요와(養和) 원년
- 서하(西夏) 건우(乾祐) 12년
- 리 왕조(李朝) 찐푸(貞符) 6년

## 기년
- 남송(南宋) 효종(孝宗) 19년
- 금(金) 세종(世宗) 21년
- 고려(高麗) 명종(明宗) 11년
- 서하(西夏) 인종(仁宗) 42년
- 리 왕조(李朝) 고종(高宗) 6년

## 사건
- 앙코르톰을 지은 자야바르만 7세가 즉위하였다.

## 탄생
- 고려(高麗)의 21대 국왕(國王) 희종(熙宗)
- 중국 서하의 제9대 황제 서하 헌종

## 사망
- 일본의 무장, 정치가 다이라노 기요모리